# Дьюї (округ Портедж, Вісконсин)
Дьюї (англ. Dewey) — місто (англ. town) в США, в окрузі Портедж штату Вісконсин. Населення — 962 особи (2020).

## Демографія
Згідно з переписом 2010 року, у місті мешкали 932 особи в 368 домогосподарствах у складі 284 родин. Було 403 помешкання
Расовий склад населення:
| - 99,0 % — білих - 0,4 % — азіатів - 0,2 % — корінних американців - 0,2 % — чорних або афроамериканців |

До двох чи більше рас належало 0,1 %. Частка іспаномовних становила 0,3 % від усіх жителів.
За віковим діапазоном населення розподілялося таким чином: 21,7 % — особи молодші 18 років, 64,9 % — особи у віці 18—64 років, 13,4 % — особи у віці 65 років та старші. Медіана віку мешканця становила 44,4 року. На 100 осіб жіночої статі у місті припадало 109,9 чоловіків;  на 100 жінок у віці від 18 років та старших — 107,4 чоловіків також старших 18 років.
Середній дохід на одне домашнє господарство  становив 91 138 доларів США (медіана — 69 861), а середній дохід на одну сім'ю — 103 755 доларів (медіана — 83 750). Медіана доходів становила 47 422 долари для чоловіків та 37 500 доларів для жінок. За межею бідності перебувало 3,0 % осіб, у тому числі 3,9 % дітей у віці до 18 років та 0,0 % осіб у віці 65 років та старших.
Цивільне працевлаштоване населення становило 521 особа. Основні галузі зайнятості: освіта, охорона здоров'я та соціальна допомога — 25,3 %, виробництво — 20,3 %, фінанси, страхування та нерухомість — 10,9 %, науковці, спеціалісти, менеджери — 10,4 %.